# José Cóceres
José Eusebio Cóceres (Chaco, 14 augustus 1963) is een Argentijns golfprofessional.

## Professional
In 1986 werd Cóceres professional, en in 1990 haalde hij op de Qualifying School een spelerskaart voor de Europese Tour van 1991. De eerste twee seizoenen liepen moeizaam. Vanaf 1993 is hij een vaste speler op de Tour. In 1994 won hij het Heineken Open in Spanje en in 2000 de Desert Classic in Dubai.
In 2001 nam hij deel aan de Amerikaanse PGA Tour. Hij behaalde dat jaar twee overwinningen, en was de eerste Argentijn die op de Amerikaanse Tour won sinds Roberto de Vincenzo in 1968. 

## Gewonnen

#### Amerikaanse PGA Tour
- 2001: The Heritage (na 5-holes play-off tegen Billy Mayfair), National Car Rental Golf Classic Disney

#### Europese PGA Tour
- 1994: Heineken Open Catalonia (-13)
- 2000: Dubai Desert Classic (-14)

#### Zuid-Amerika
Argentinië
- 1988: Los Lagartos Grand Prix
- 1989: Pinamar Open
- 1992: Los Cardales Challenge
- 1993: Pinamar Open, Los Cardales Challenge
- 1994: Ituzaingo Grand Prix, Mendoza Open
- 1995: Tournament of Champions
- 2003: PGA Kampioenschap
- 2004: Argentine Open, PGA Kampioenschap
- 2007: Campeonato Metropolitano
- 2011: Torneo de Maestros

Elders
- 1992: Montevideo Open (Uruguay)
- 1996: Los Leones Open (Chili)

## Teams
- Alfred Dunhill Cup (namens Argentinië): 1993, 1995, 1997, 2000
- World Cup (namens Argentinië): 1989, 1997